# ダマジカ
ダマジカ（Dama dama）は、偶蹄目シカ科ダマジカ属に分類されるシカの一種である。生息環境への適応力が非常に高いため様々な環境や地域で生息が可能であり、最初の人為的な導入も西暦1世紀のローマ時代とペルシアダマジカ（D. mesopotamica）程ではないが古い。世界各地に導入された後は多くの場合は外来種として、イギリスとスコットランドでは帰化種として野生化して定着している。

## 分類

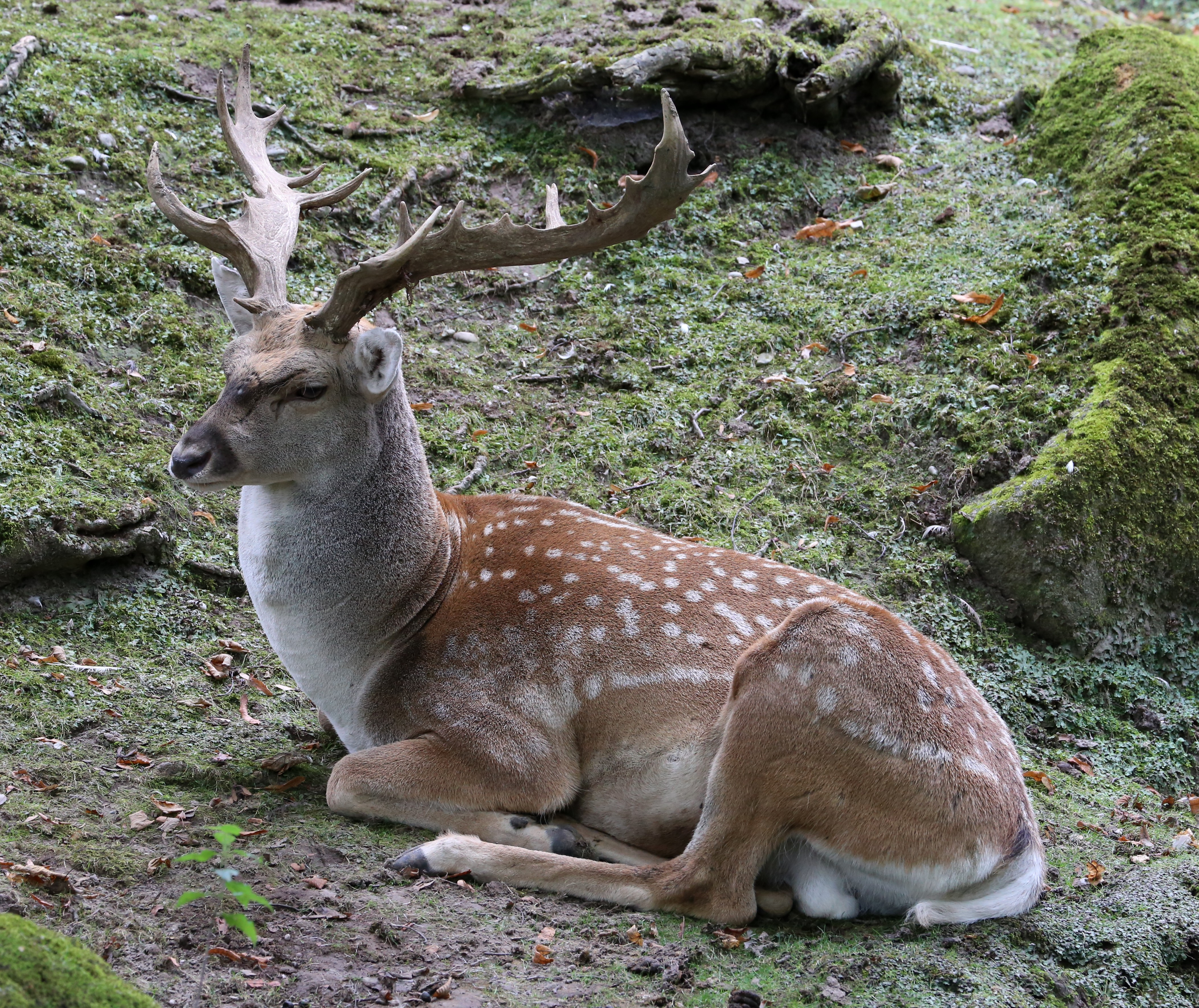
ペルシアダマジカ

英名は「Fallow deer」であり、日本語でもファロージカとも呼ばれる。
現生のダマジカ属には本種と絶滅危惧種に指定されているペルシアダマジカが存在しており、形態上の違いもあり、両種は亜種と認識される場合が多い一方で独立種と見なされる場合もある。
著名なギガンテウスオオツノジカを含む絶滅したメガロケロス属とダマジカが近縁である可能性が指摘されており、特にギガンテウスオオツノジカとは姉妹群に該当すると考えられている。

## 分布

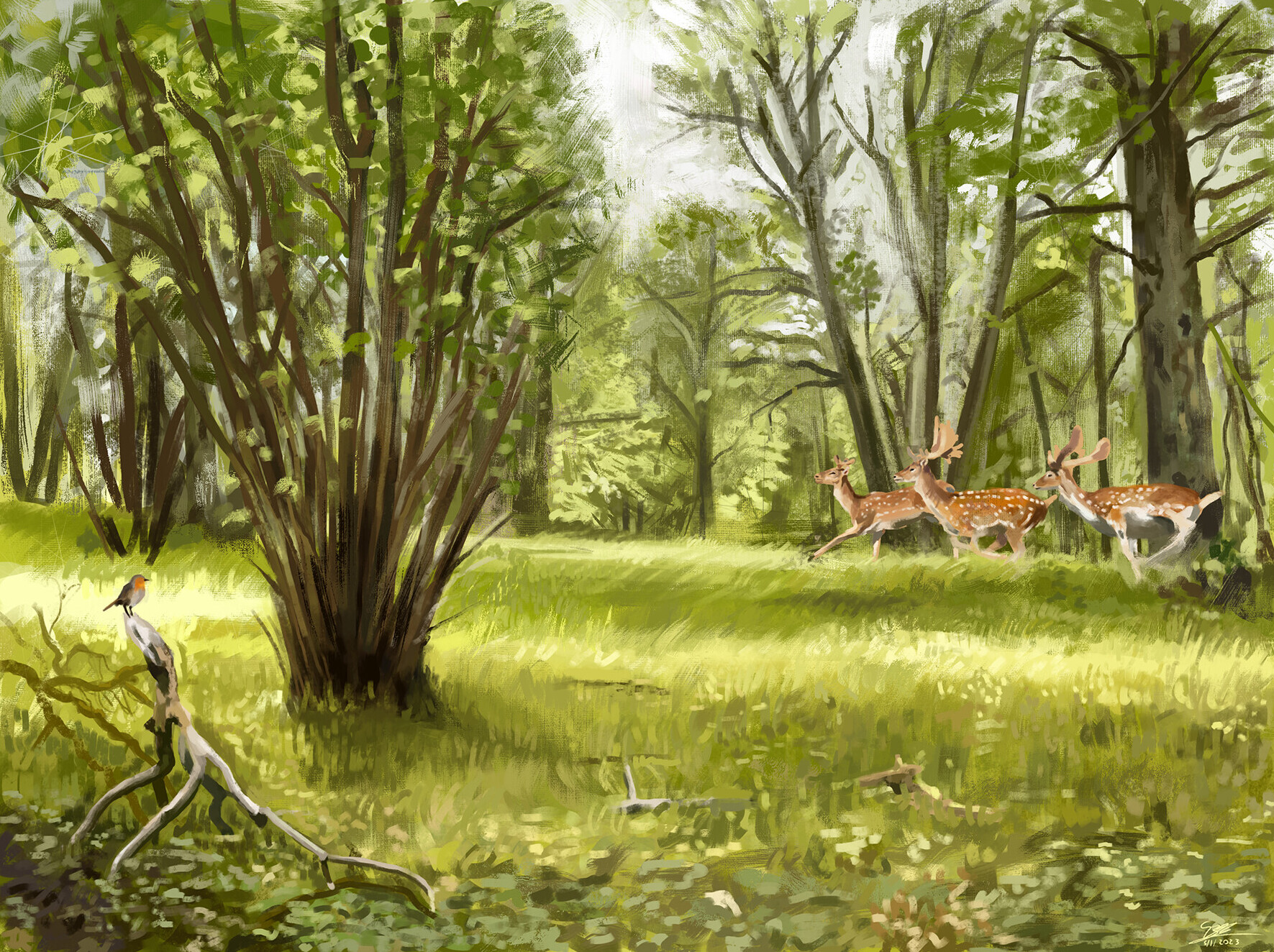
エーム間氷期（いわゆる最終間氷期）のヨーロッパの森林に生息していたダマジカ属の想像図。

ヨーロッパ（地中海沿岸部）から小アジアにかけて分布する。本来の自然の分布範囲として確認されているのはトルコのみであり、その他のヨーロッパに関しては本来の生息地であったのか、外来種として人為的に分布し始めたのか、または地方絶滅を迎えた後に人為的に導入されたのかに関しては議論が行われている。これに対し、ペルシアダマジカの自然分布は中東が中心的であり、現在ではイランとイスラエル（再導入）にのみ野生生息している。
人間によって多数の国々に持ち込まれた飼育個体が野生化しており、とくに導入が古かったイギリス（最初の導入は西暦1世紀のローマ時代）とスコットランドでは地域差があるものの生息が長年に渡ることから現在では帰化種と見なされている。

## 形態

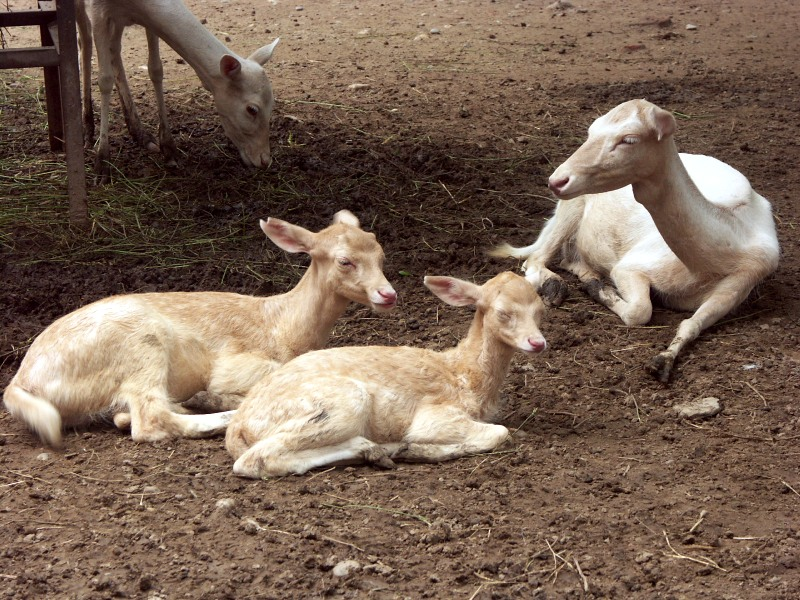
北京動物園で飼育されている白変種の雌と仔鹿。

ペルシアダマジカよりはかなり小型であるが、本種も同様に中型またはやや大型のシカであり、体長110-190センチメートル、肩高75-95センチメートル、尾長14-25センチメートル、体重は成熟雄では46-93キログラム（最大150キログラム）、成熟雌は35-56キログラムになる。メスよりもオスの方が大型になる。耳が大きく、細長い頭部を持つ。蹄はノロジカよりも長さと重さがあるため、地面が柔らかいと（ノロジカよりも大きな）6センチメートル程の足跡を残す。
体毛の毛色はバリエーションに富んでおり、通常は茶色や黄褐色が多く、特に夏毛には白い斑点が見られることもある。その他には、淡い茶色や黒のパターンや白変種も存在し、斑点を持たない場合もある。下顎から腹面、四肢の内側には白い毛が生えており、首筋から尾にかけて黒い縞模様を、臀部に黒い逆馬蹄型の模様を持つ。仔鹿の体毛には特に斑点が目立ち、天敵から身を隠すためのカモフラージュ（保護色）として機能する。
雄は体の大きさに比較して大きな角（約50-70センチメートル）を持っており、この角には複数の突起があり先端が掌状に広がっている。角は3-4歳で完全に成長する。毎年生え変わり、通常は8月までに成育し切り、翌年の4月頃に抜け落ちる。

## 生態

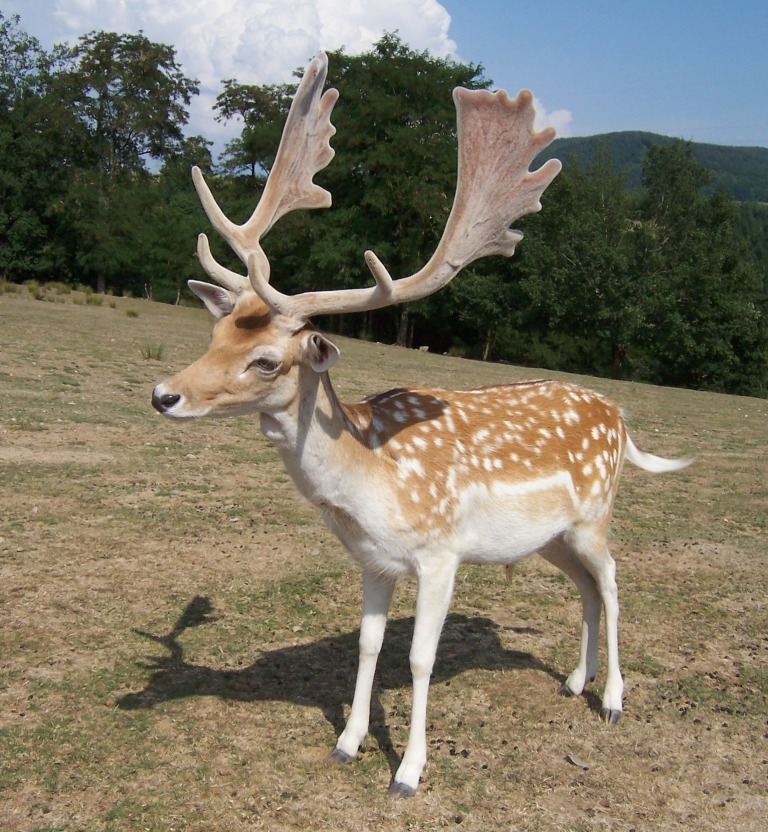
ダマジカの雄

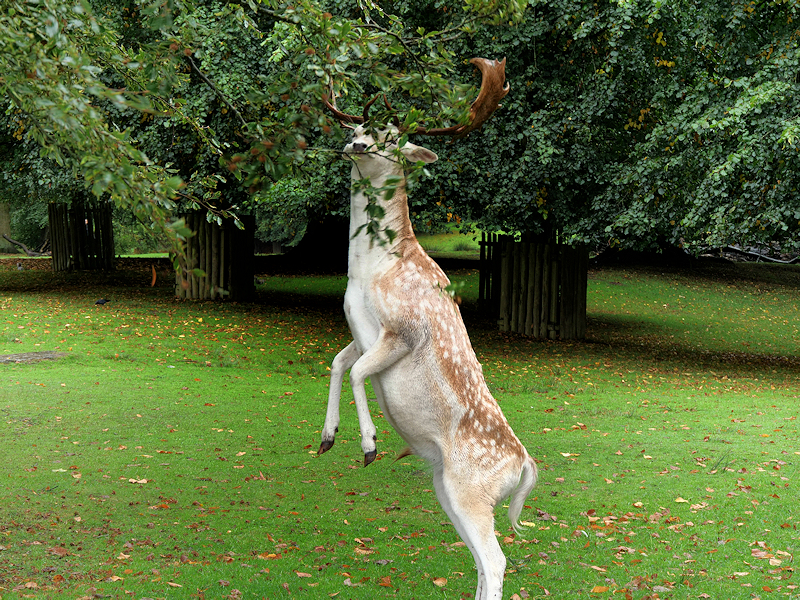
立ちあがって木の葉を食べる雄。

食性は草食性であり、草を特に好むが季節ごとに木の葉、低木、ハーブ、若芽、シュート、樹皮、果実等の異なった餌も食べる。本来の分布では下層植生を有する広葉樹や針葉樹の森や開けた草原などに生息する。適応力が非常に高いため、人為的に導入された地域では低木地、灌木地、サバンナ、プランテーションを含む農地などにも定着している。この適応力の高さから各国で外来種として野生化し、種全体の個体数の確保につながっている。寿命は平均16歳であるが雄は通常8-10年（最長16年）とより短い。一方で20-25年も生きる場合もある。
一日を通して活動するものの、人為的な影響を受けやすい個体群は夜行性を強めており、とくに開けた場所において最も活発に行動するのは夕暮れと夜明けである。このような状況では、日中の殆どを反芻や休息時間として過ごす。跳躍力が高く、その際には四肢の全てが地面から離れることもある。また、警戒行動として尻尾を持ち上げる。野性下では通常は群れを作って生活しており、大規模な群れは総数が100頭に達する。1頭の雄に複数の雌と仔鹿が追従するハーレム型の他にも、繁殖相手を持たない単独雄同士が群れを形成することもある。多様な発生のパターンを持ち、コミュニケーションや繁殖期の雄同士の競合、警戒などに用いられる。
成熟雄の群れと親子を含む成熟雌の群れは、年間の多くの時間を別々に行動するが、繁殖期（北半球では9月から1月）になると集結する。この時期は雄が小さな縄張りを作って集まり、雌はその中から相手を選ぶ（レック）。オスは発情期になると様々なディスプレイによって繁殖の優先権を争い、競合がエスカレートすると並んで歩いたり、角を突き合せた闘争に発展する。雄は通常は生後17-24ヵ月までは繁殖に参加しないが、雌の性成熟はそれよりも早く約16ヵ月である。妊娠期間は229-245日程度。通常は6-7月に1回に1頭を出産するが、時には双子も見られる。仔鹿は生後7ヵ月程で乳離れを迎え、1歳前後で母親から自立するとされる。仔鹿が生まれてから1ヵ月程は親子は群れから離れて行動する。母親は食事のために子供から離れる必要があるため、その際は子供の体毛の斑点を利用して子供を植生や落ち葉などの中に隠す。子供を隠した場所に定期的に戻り、授乳を済ませると子供を新しい場所へ移動させる。
一方で、群れの規模と雄と雌の繁殖期以外の分離の程度は分布と生息密度、個体群によって左右される傾向にあり、通常の成熟雄の群れと雌と子供の群れは繁殖期以外は森林地帯で別行動するが、開けた農地などでは年間を通して雄と雌が群れを形成する。この他にも、ハーレムを作るために十分な数の雌を引き付けるために発情期用の生息地が一時的に形成される場合があり、雄の密度が非常に高い地域ではレック（競合）が見られる傾向が強くなる一方で、雄の密度が低い場合は雄同士の競合の確率が下がることもあって雄が受容的な雌を求める可能性が増加する。
主な天敵は人間、クマ、ピューマ、オオカミなど。

## 人間との関係

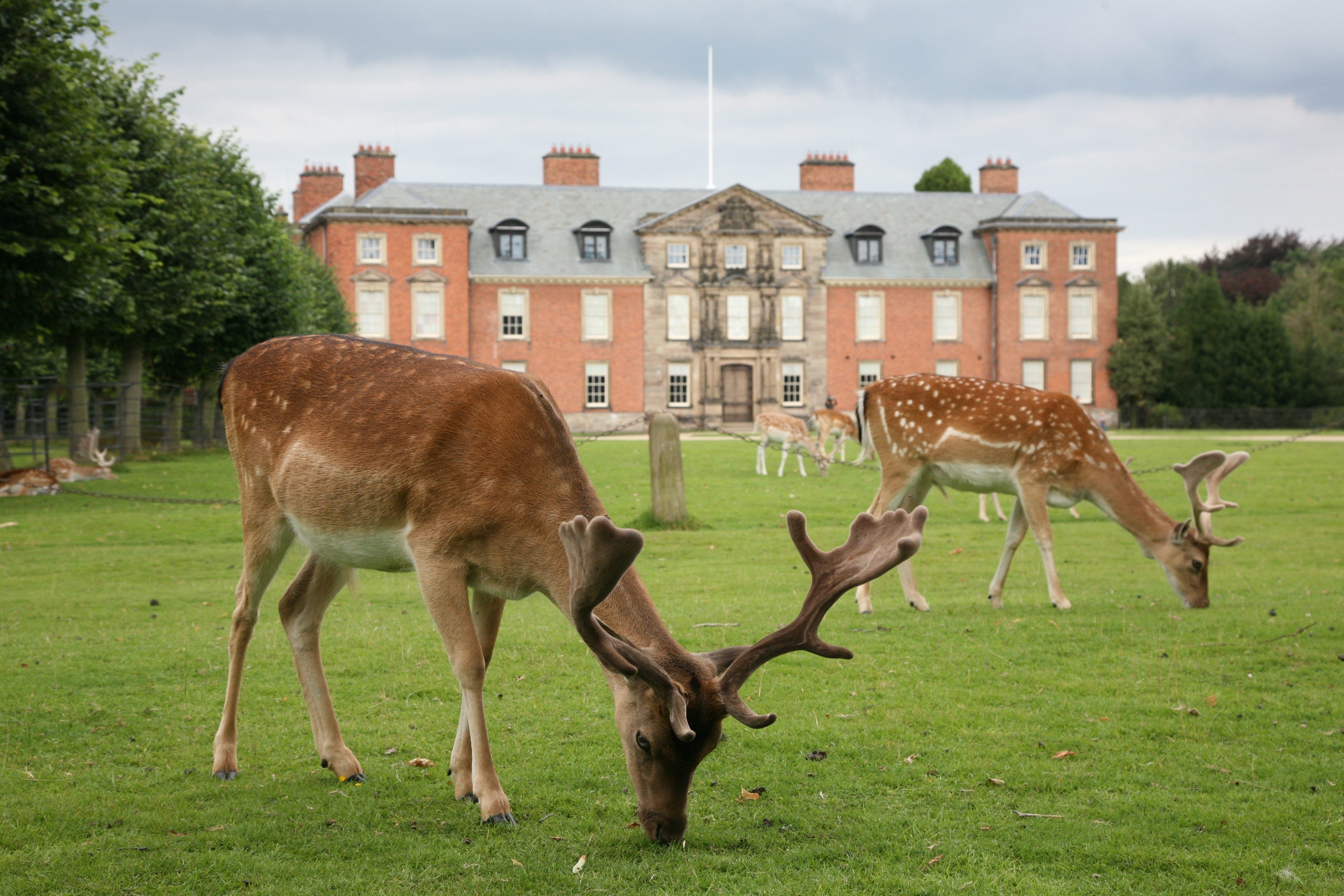
イギリスの鹿公園の一例。ダナム・マジーにて。

優雅な外見を目的とした観賞用として重宝されており、イギリスで最も重要な公園における観賞用の動物の一種として見なされている。上記の通り、イギリスでの導入とビバリウムや公園などでの飼育は西暦1世紀のローマ時代にまで遡るなど同国における歴史が古く、同国の鹿公園の歴史とも密接に関係しており、外来種でありながらも現在では帰化種として認識されている。ローマ時代に地中海の西部から持ち込まれたものの、ローマ帝国の崩壊の後にこれらのローマ由来の系統のダマジカはブリテン諸島で絶滅しており、以降は11世紀になってから東地中海由来の個体がイギリスに導入された。
また、家畜として肉、角、毛皮のためにも養殖されており、イギリスでも当初は貴重でエキゾチックな観察対象として公園などでの飼育が多かったものの、個体数が増加して以降は貴族用の食料源としても重宝されるようになった。鹿公園も15世紀には流行に陰りが出始めて衰退していき、ダマジカを飼育していた多くの公園が荒廃した結果として脱走個体が増加し、現在に至る野生化個体群の先祖となった。
人為的に移入された結果、外来種として移入先の国々で野生化・増殖している。そのため在来の生態系への悪影響や農業や林業への被害が懸念されており、生息密度が高い地域では被害も拡大する。一方で、多くの不動産業者や森林の所有者にとってはダマジカを対象としたレジャーハンティングや食肉用の飼育は大きな収入源となっている。日本では外来生物法にもとづき特定外来生物に指定されている。一方で、本来の自然分布であるトルコの個体群は狩猟や生息環境の悪化などの懸念要素に晒されている。
外来種として生息する地域の一部であるオランダでは、ライオンの糞の臭いを再現した人工的な臭いを拡散して、道路や公園に侵入するダマシカを追い払うという対応策が検討されている。